# Volkswagen Lavida
Volkswagen Lavida — компактный автомобиль, разработанный и выпускаемый компанией Volkswagen Group с 2008 года.

## Первое поколение (Typ 18; 2008—2012)

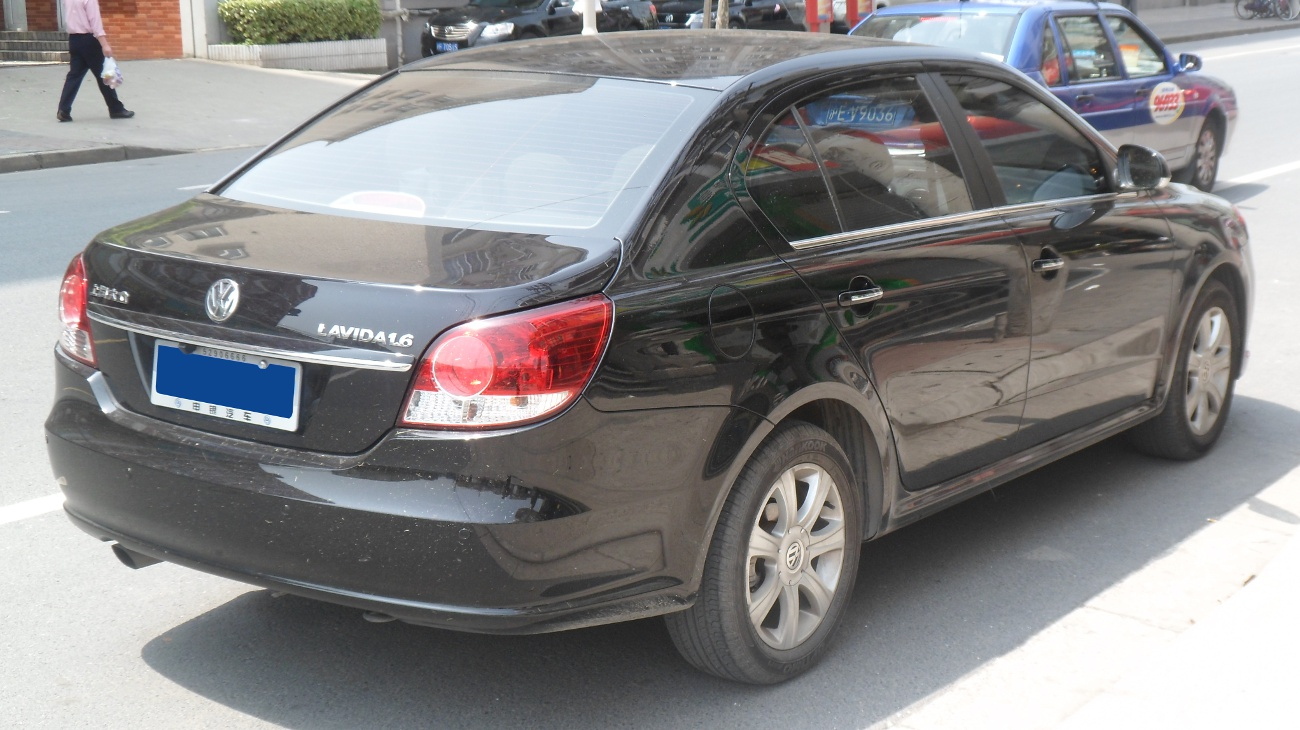
Volkswagen Lavida

Автомобиль Volkswagen Lavida впервые был представлен Пекинским международным автосалоном в 2008 году с двигателями объёмом 1,6 и 2 литра. Платформа взята от Volkswagen Golf IV.
С 2009 года автомобиль оснащается бензиновым двигателем внутреннего сгорания 1,4 TSI.
Автомобиль также производится в Китае на совместном предприятии между Volkswagen и SAIC Motor.

### Двигатели
| Двигатель | Тип         | Объём    | Мощность                           | Крутящий момент              | Годы производства |
| --------- | ----------- | -------- | ---------------------------------- | ---------------------------- | ----------------- |
| 1.4TSI    | Р4 DOHC 16V | 1390 см3 | 131 л. с. (96 кВт) при 5000 об/мин | 220 Н*м при 1750—3500 об/мин | с 2009            |
| 1.6       | Р4 DOHC 16V | 1598 см3 | 105 л. с. (77 кВт) при 5250 об/мин | 155 Н*м при 3750 об/мин      | с 2008            |
| 2.0       | Р4 SOHC 8V  | 1984 см3 | 120 л. с. (88 кВт) при 5000 об/мин | 180 Н*м при 3750 об/мин      | с 2008            |

## Второе поколение (Typ 18; 2012—2017)

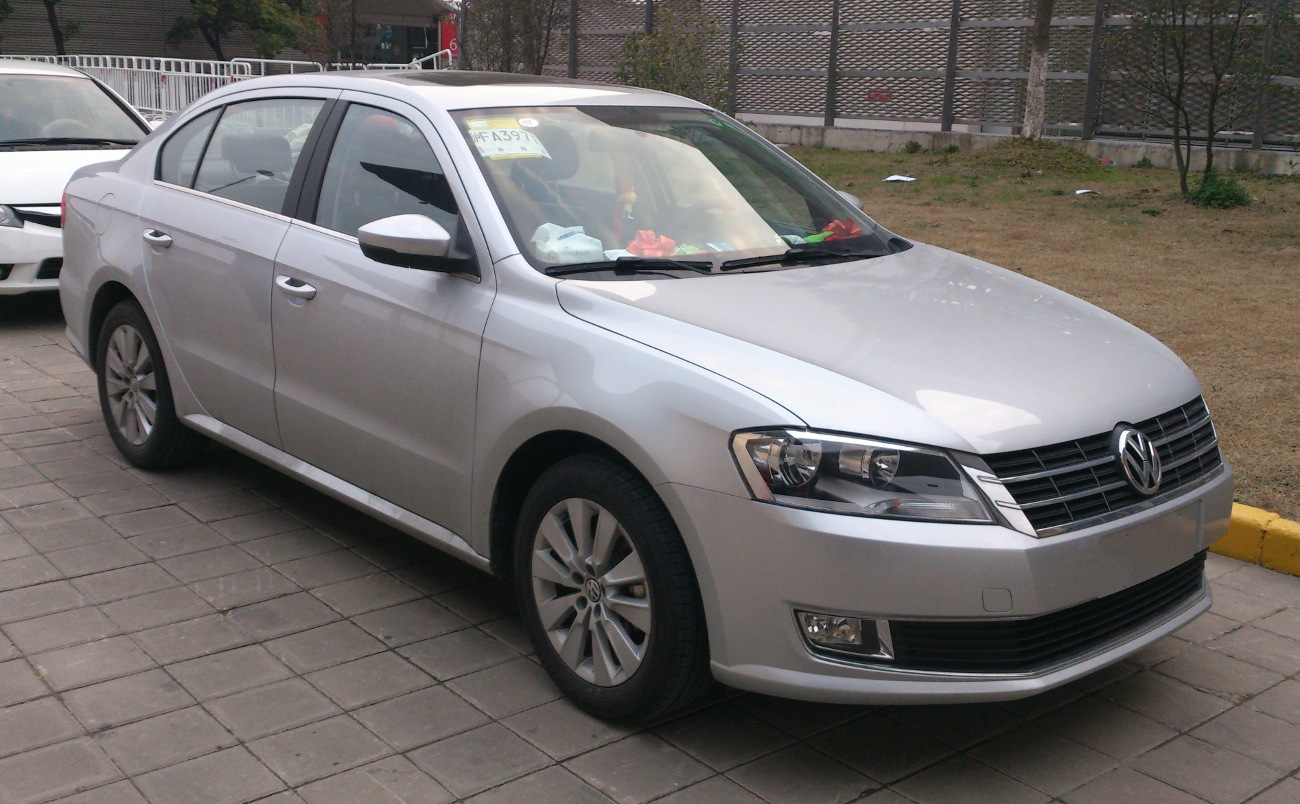
Volkswagen Lavida II

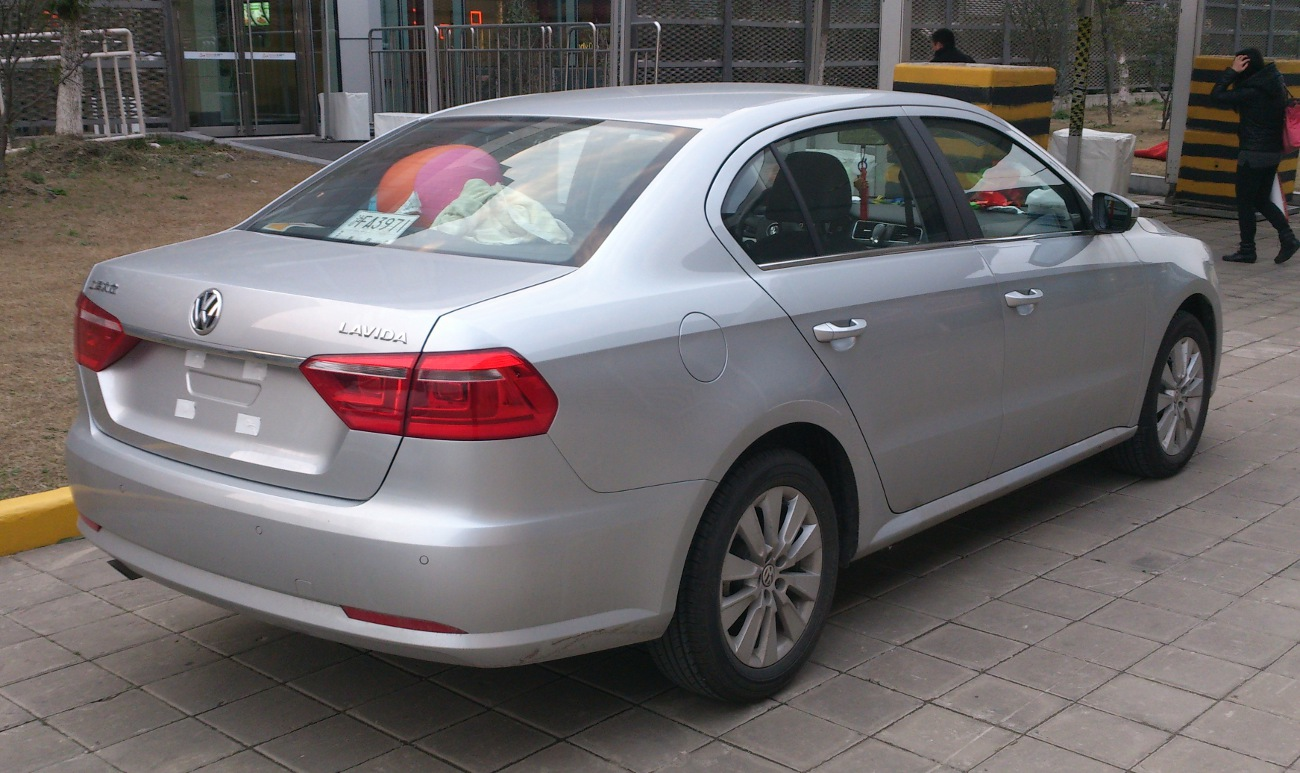
Volkswagen Lavida II

Модель Volkswagen Lavida второго поколения была представлена летом 2012 года. Модель идентична Volkswagen Jetta VI (VW Sagitar).

С мая 2013 года производился универсал Volkswagen Gran Lavida.

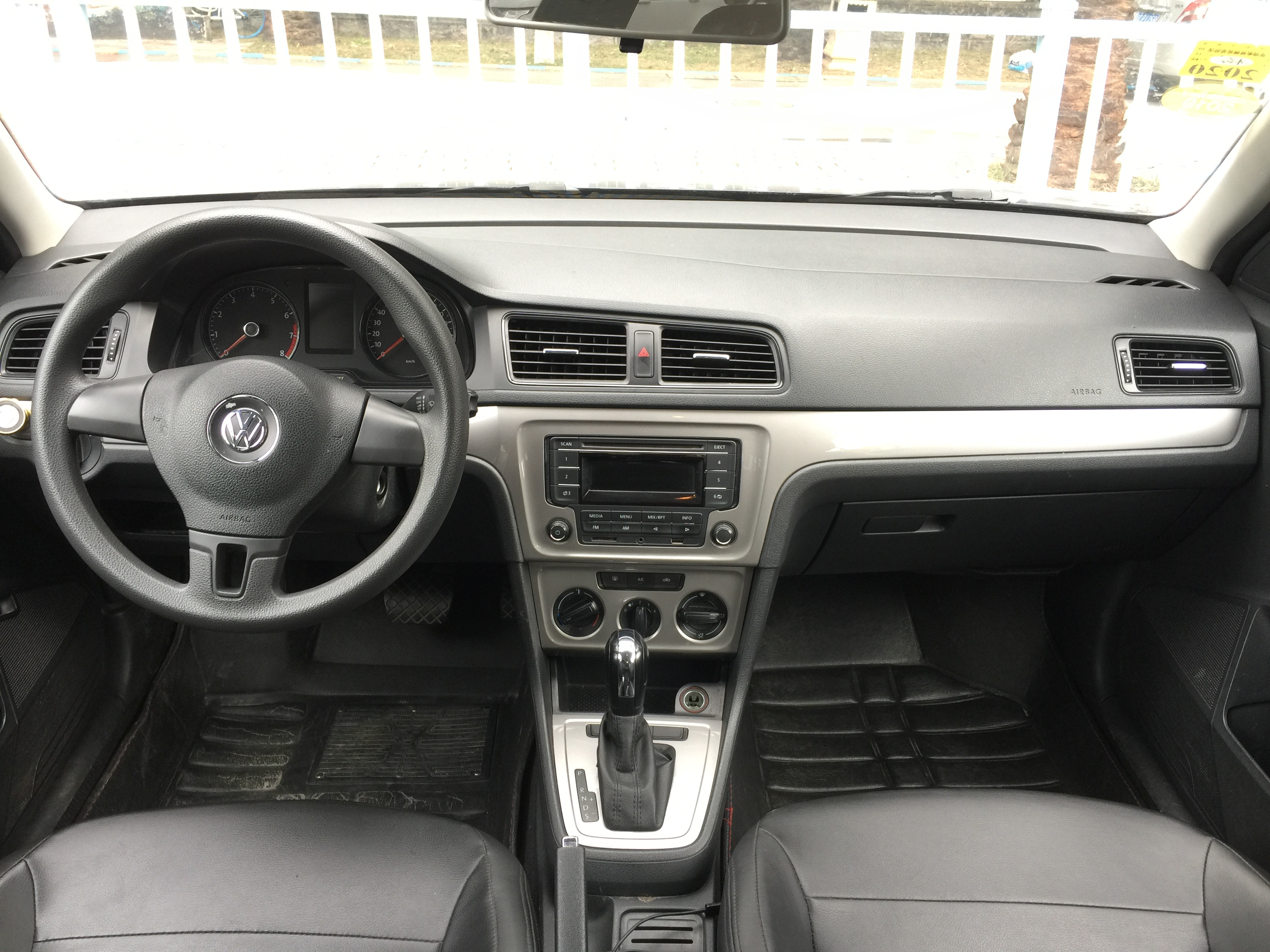
Место водителя
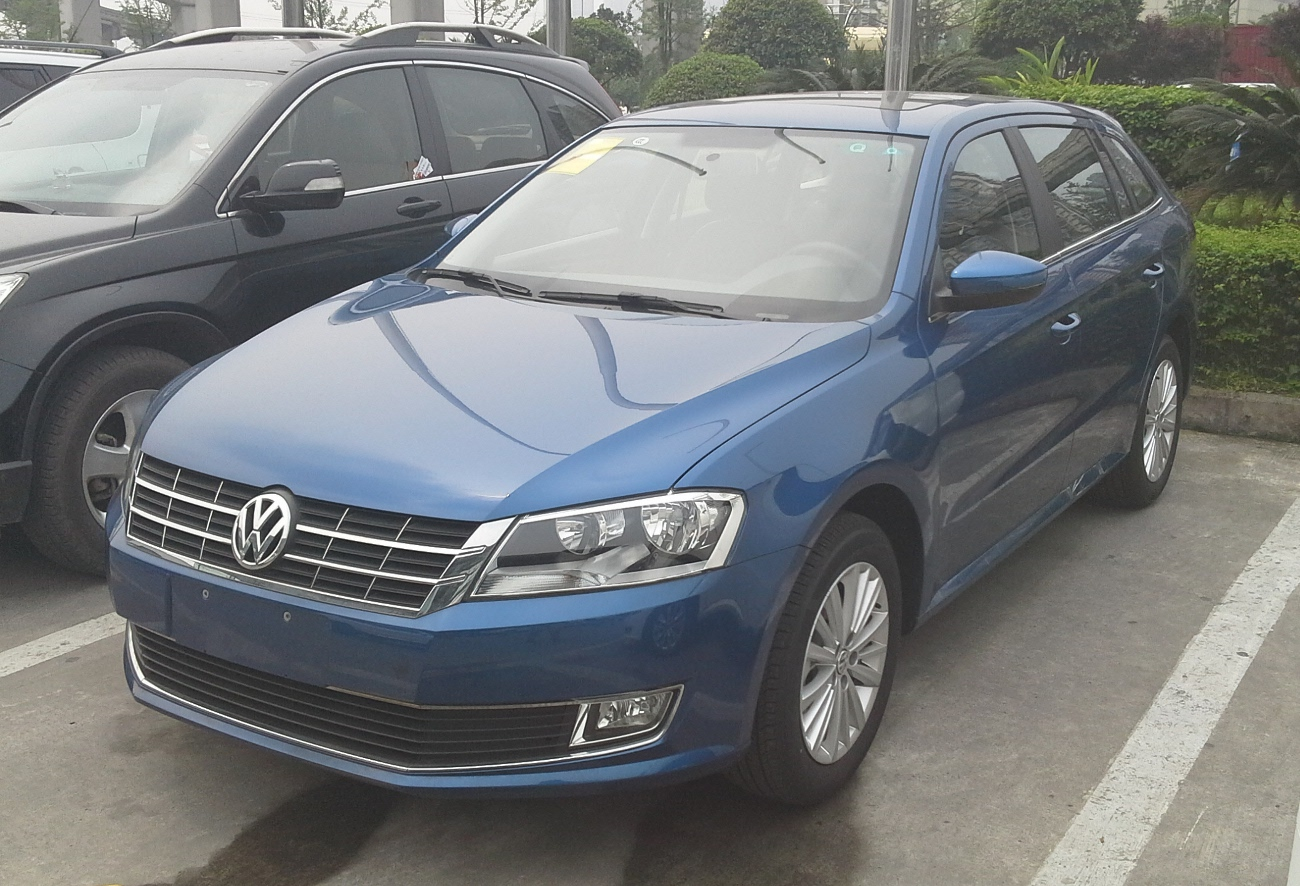
Volkswagen Gran Lavida

## Третье поколение (Typ 0C; 2018—настоящее время)
Современная версия Volkswagen Lavida производится с 2018 года на платформе Volkswagen Group MQB. Дизайн взят от модели Volkswagen Arteon. С марта 2018 года модель производится на Филиппинах. С 2019 года также производится электромобиль Volkswagen e-Lavida.

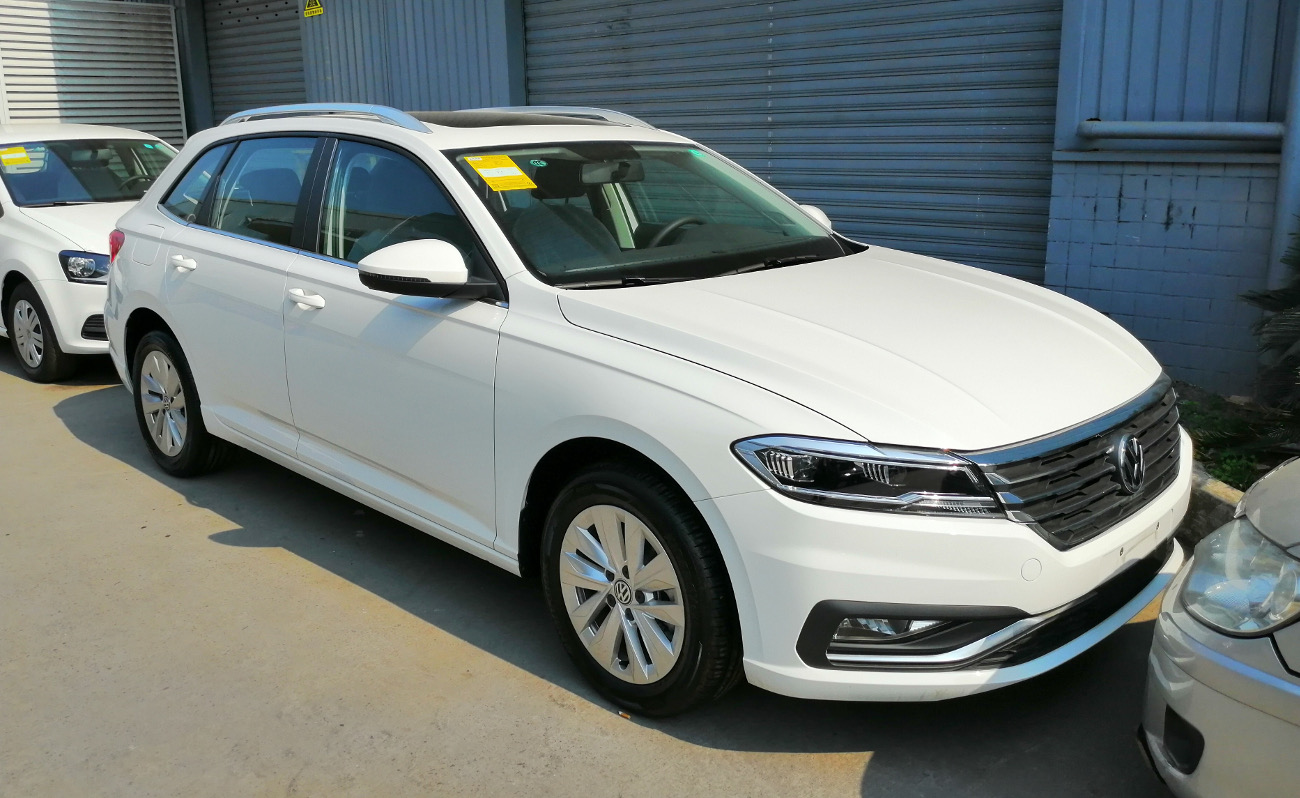
Volkswagen Gran Lavida II
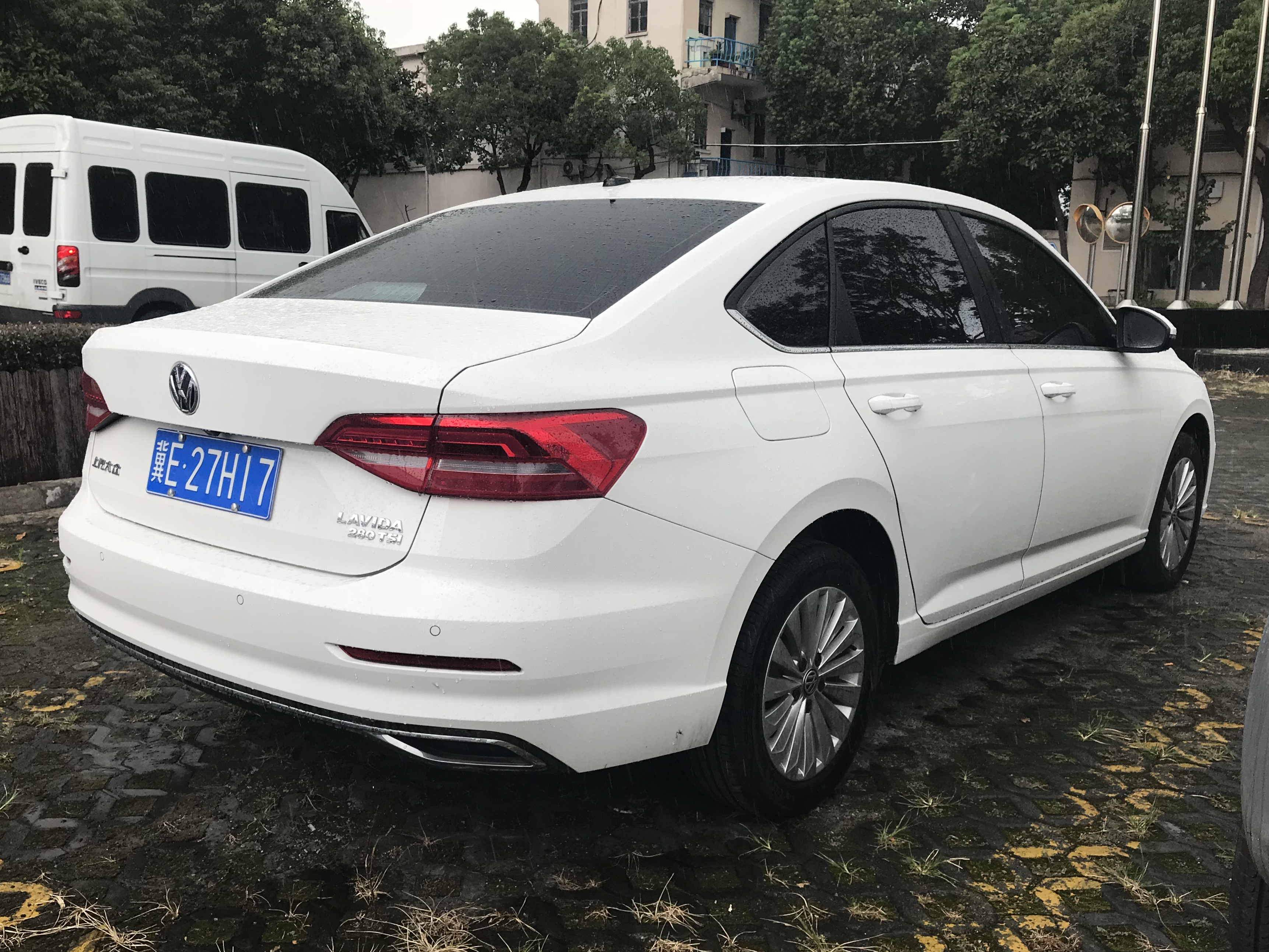
Volkswagen Lavida III
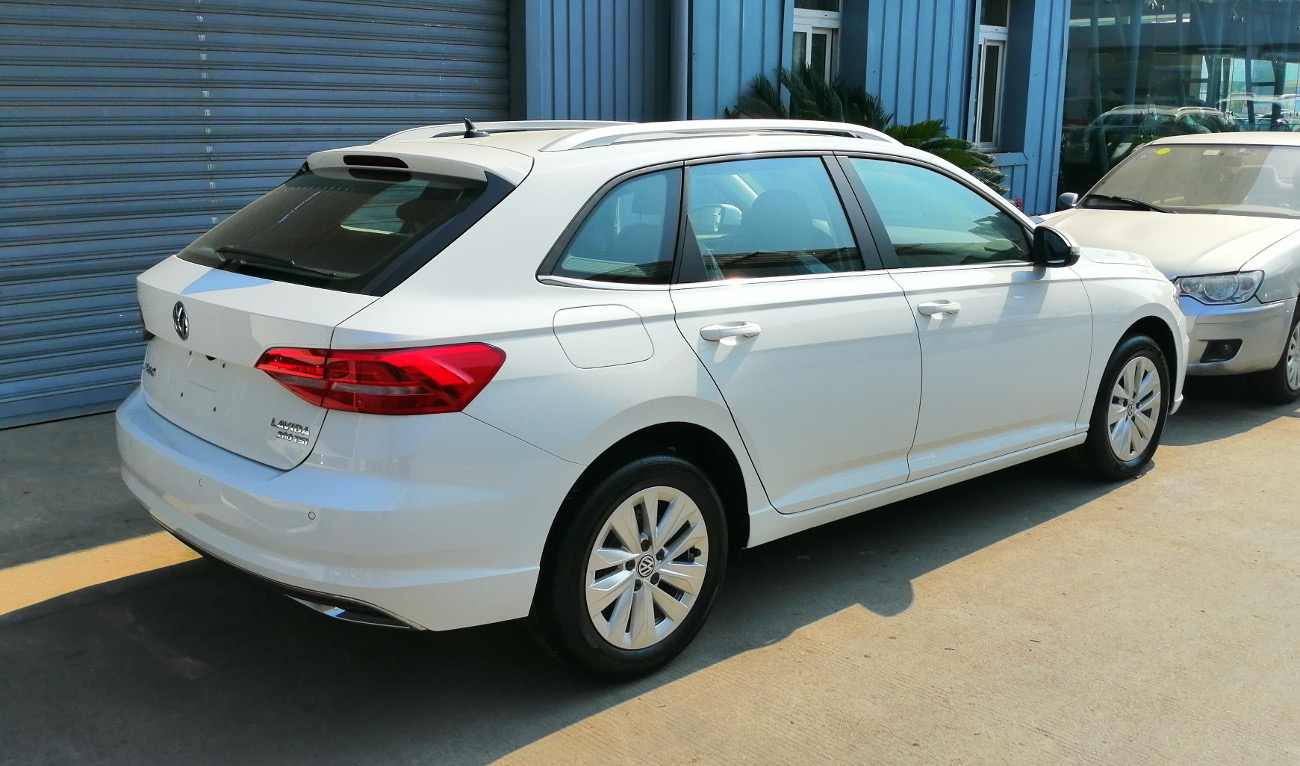
Volkswagen Gran Lavida II
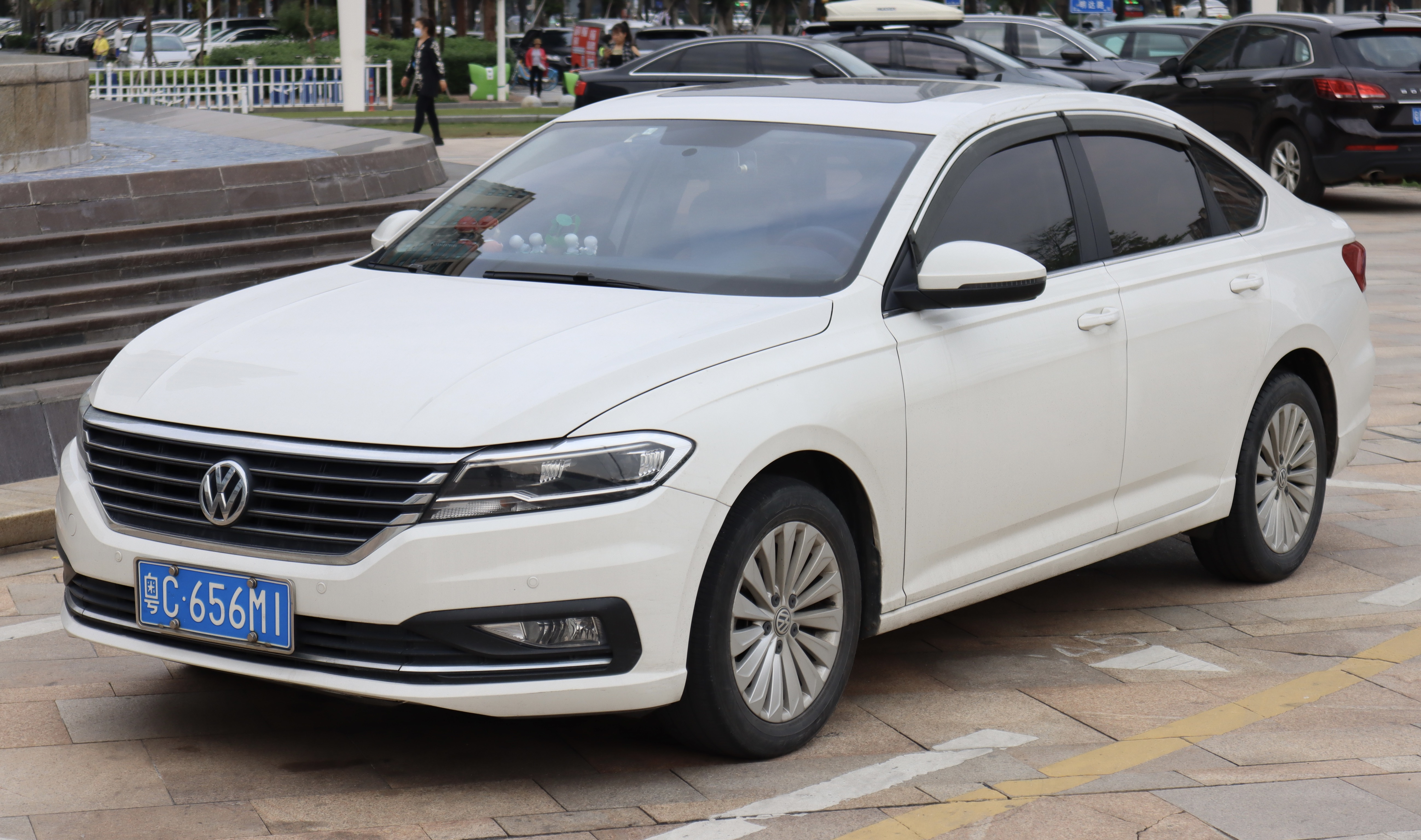
Volkswagen Lavida III

## Продажи
| Год  | Продано |
| ---- | ------- |
| 2008 | 44392   |
| 2009 | 146455  |
| 2010 | 251615  |
| 2011 | 247475  |
| 2012 | 246687  |
| 2013 | 374056  |
| 2014 | 371962  |
| 2015 | 379069  |
| 2016 | 478699  |
| 2017 | 461061  |
| 2018 | 473564  |
| 2019 | 533186  |
| 2020 | 419793  |